# Redemptionis Sacramentum
Redemptionis Sacramentum (łac. Sakrament Odkupienia) – instrukcja opracowana przez Kongregację Kultu Bożego i Dyscypliny Sakramentów oraz Kongregację Nauki Wiary wydana 25 marca 2004 roku. Dokument ten został zapowiedziany przez Jana Pawła II w encyklice „Ecclesia de Eucharistia”. Instrukcja opisuje zagrożenia dla odprawiania sakramentów, przypomina o odmienności ról przypadającym świeckim i duchownym oraz że czytanie Ewangelii, głoszenie kazania czy modlitwa eucharystyczna powierzone zostały na mocy święceń kapłanom. Dokument przypomina zakaz wygłaszania kazań o charakterze politycznym, zawiera również szczegółowe przepisy, m.in. zakazuje podawanie sobie Ciała Chrystusa z rąk do rąk przez wiernych. Instrukcja zawiera również pouczenia o możliwości świętokradztwa i profanacji Eucharystii wskutek nieodpowiedniego jej traktowania, jak również przypomina o zakazie interkomunii oraz o tym, że osoby pozostający w stanie grzechu ciężkiego nie mogą przyjmować sakramentu Eucharystii.